# Operación Hipócrates
La Operación Hipócrates fue una operación realizada por el Grupo Especial de Inteligencia del Perú (GEIN) contra la organización terrorista Partido Comunista del Perú-Sendero Luminoso donde se desarticuló al Departamento de Salud de Socorro Popular.

## Preliminares
En 1990, el GEIN empezó sus operaciones con la Operación ISA. Luego le siguieron las operaciones Monterrico-90, Caballero, Seso y Fortuna. Con la Operación Ancón, el GEIN puso en su mira a Socorro Popular (SOPO), un importante aparato de Sendero Luminoso que había sido creado como un "organismo generado" para la defensa legal y el cuidado de la salud de los terroristas. Con la caída de los cabecillas del SOPO (Operación Ancón) y el desmantelamiento del Departamento de Defensa de Socorro Popular (Operación Palacio), los agentes del GEIN se enfocaron en el Departamento de Salud de Socorro Popular (y de Sendero Luminoso). El Departamento de Salud de Socorro Popular estaba compuesto por médicos y enfermeras que curaban a los terroristas heridos en consultorios clandestinos usando medicinas obtenidas, muchas veces, de los establecimientos de salud donde trabajaban. Debido a que los objetivos eran médicos, se usó el nombre de Hipócrates para nombrar a la operación.

## Desarrollo de la operación

### Primeras acciones
El 15 de diciembre de 1991 la Operación Hipócrates inició con información obtenida de la casa de Monterrico (Operación ISA) y la Operación Ancón. El Departamento de Salud estaba organizado en dos: los "organizados" (que eran miembros del Partido y habían presentado su "carta de sujeción") y los "no organizados" (que eran de apoyo y estaban en periodo de prueba). Siendo parte, estaban obligados a "movilizar, combatir y producir": movilizar (participar de las "Escuelas Populares", brindar capacitación médica, participar en reuniones), combatir (realizar atención ambulatoria de los pacientes, evacuar heridos, entregar instrumentos médicos) y producir (adquirir tarjetas, participar en actividades que brinden soporte financiero a la organización terrorista).
Producto de la labor de los agentes se logró ubicar a Edith Jaime Mezzich Naucapoma, alias "Rita" (conocida por los agentes del GEIN como "La ciega"). Del seguimiento a la "Rita" se logró ubicar a Francisco Xavier Morales Zapata, alias "Rodrigo", un ex estudiante de la Universidad Cayetano Heredia. "Rodrigo" era el mando del Departamento de Salud. También se logró captar a otros estudiantes y médicos pertenecientes al Departamento de Salud.

### La tormenta
El 26 de febrero de 1992 se da la orden de "Que se desate la tormenta". El Departamento de Salud es desarticulado siendo capturado "Rodrigo" junto a otros médicos. Se detuvo en total a 19 terroristas.

## Resultado
El Departamento de Salud es desarticulado. "Rita" es desplazada a otro aparato. Una vez logrado el objetivo, se procedió a una nueva operación que llevó por nombre "Operación Moyano".